# Mode Gakuen Cocoon Tower
Mode Gakuen Cocoon Tower (モード学園コクーンタワー Mōdo gakuen kokūn tawā?) är en 204 meter hög, 50 våningars utbildningsanläggning som ligger i Nishi-Shinjuku-distriktet i Shinjuku i Tokyo i Japan. Byggnaden används av tre utbildningsinstitutioner: Tokyo Mode Gakuen (yrkesskola för mode), HAL Tokyo (specialteknik och designcollege) och Shuto Ikō (medicinsk högskola).